# Ґурмукхі

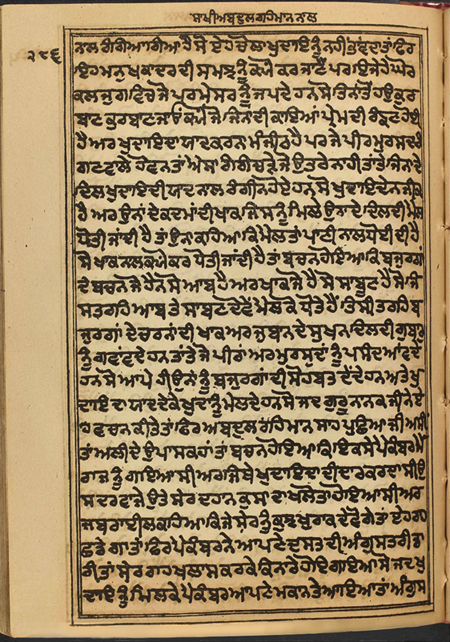
Життєпис Ґуру Нанака, написаний Бхаі Мані Сінґхом.

Ґурмукхі (панджабська: ਗੁਰਮੁਖੀ) — індійське письмо, належить до виду абуґід. Використовується для панджабської мови в Індії та в інших країнах, де проживають панджабці. В Пакистані для панджабської мови використовується пристосоване арабське письмо — шахмукхі. Ґурмукхі є офіційним письмом для мови панджабі в штатах Панджаб і Хар'яна. Також цим письмо написана священна книга сікхізму — Ґуру Ґрантх Сахіб (панджабська (ґурмукхі): ਗੁਰੂ ਗ੍ਰੰਥ ਸਾਹਿਬ).

## Історія[1]
Письмо ґурмукхі походить від письма ланда, яке, в свою чергу, виникло від письма шарада. Ґурмукхі стандартизував приблизно у 16 столітті Ґуру Анґад (панджабська: ਗੁਰੂ ਅੰਗਦ) для запису сікхських священних текстів. До того часу панджабці користувалися письмом ланда, в якому була досить неточна передача голосних (серединні голосні не передавались). Письмо ланда не використовувалось для запису літературних творів; ним користувалися тільки торгівці для ведення своїх записів. В письмі ґурмукхі, на відміну від письма ланда, передаються всі початкові та серединні голосні, що дає змогу точно передавати мову.

## Знаки письма

### Знаки для голосних
Знаки для незалежних голосних створюються на основі трьох букв-носіїв: ੳ (ਊੜਾ ūṛā), ਅ (ਐੜਾ aiṛā) та ੲ (ਈੜੀ īṛī). Кожен знак для голосного має свою назву. Оскільки це письмо є абуґідою, то незалежні знаки для позначення голосних використовуються тоді, коли треба позначити подовження голосного, коли треба позначити два різних голосних поряд, або коли голосний потрібно написати на початку слова. Залежні знаки для голосних слугують для заміни прикріпленого голосного [ə] в знаках для приголосних на інший потрібний голосний.
| Незалежний знак для голосного | Залежний знак для голосного | Назва          | Транслітерація IAST і транскрипція МФА | Написання зі знаком ਬ੍ [b] | Транслітерація IAST і транскрипція МФА |
| ----------------------------- | --------------------------- | -------------- | -------------------------------------- | ------------------------- | -------------------------------------- |
| ਅ                             |                             | ਮੁਕਤਾ muktā      | a [ə]                                  | ਬ                         | ba [bə]                                |
| ਆ                             | ਾ                            | ਕੰਨਾ kannā       | ā [ɑ]                                  | ਬਾ                         | bā [bɑ]                                |
| ਇ                             | ਿ                            | ਸਿਹਾਰੀ sihārī     | i [ɪ]                                  | ਬਿ                         | bi [bɪ]                                |
| ਈ                             | ੀ                            | ਬਿਹਾਰੀ bihārī     | ī [i]                                  | ਬੀ                         | bī [bi]                                |
| ਉ                             | ੁ                            | ਔਂਕੜ auṅkaṛ     | u [ʊ]                                  | ਬੁ                         | bu [bʊ]                                |
| ਊ                             | ੂ                            | ਦੁਲੈਂਕੜ dulaiṅkaṛ | ū [u]                                  | ਬੂ                         | bū [bu]                                |
| ਏ                             | ੇ                            | ਲਾਂਵਾਂ lāṃvāṃ      | e [e]                                  | ਬੇ                         | be [be]                                |
| ਐ                             | ੈ                            | ਦੁਲਾਂਵਾਂ dulāṃvāṃ   | ai [æ]                                 | ਬੈ                         | bai [bæ]                               |
| ਓ                             | ੋ                            | ਹੋੜਾ hōṛā        | o [o]                                  | ਬੋ                         | bo [bo]                                |
| ਔ                             | ੌ                            | ਕਨੌੜਾ kanauṛā    | au [ɔ]                                 | ਬੌ                         | bau [bɔ]                               |

### Знаки для приголосних
В письмі ґурмукхі кожен знак для приголосних має свою назву. Кожен знак являє собою склад, складаючийся з приголосного та прикріпленого короткого голосного [ə]. Щоб змінити в складі цей голосний на інший, або щоб позначити, наприклад, назалізацію, до цього знаку дописують залежний знак для потрібного голосного, або залежний знак для назалізації. Щоб отримати приголосний без голосного, потрібно до знаку, який являє собою склад «приголосний + голосний [ə]», додати віраму (знак, відміняючий прикріплений короткий голосний [ə]). Але при записі мови панджабі вірама зазвичай не використовується.
| Назва | Назва        | Транскрипція МФА        | Назва | Назва          | Транскрипція МФА             | Назва | Назва        | Транскрипція МФА        | Назва | Назва        | Транскрипція МФА | Назва | Назва      | Транскрипція МФА |
| ----- | ------------ | ----------------------- | ----- | -------------- | ---------------------------- | ----- | ------------ | ----------------------- | ----- | ------------ | ---------------- | ----- | ---------- | ---------------- |
| ੳ     | ਊੜਾ /uɽɑ/     | знак-носій для голосних | ਅ     | ਐੜਾ /æɽɑ/       | знак-носій для голосних; /ə/ | ੲ     | ਈੜੀ /iɽi/     | знак-носій для голосних | ਸ     | ਸੱਸਾ /səsːɑ/   | /sə/             | ਹ     | ਹਾਹਾ /ɦɑɦɑ/  | /ɦə/             |
| ਕ     | ਕੱਕਾ /kəkːɑ/   | /kə/                    | ਖ     | ਖੱਖਾ /kʰəkʰːɑ/   | /kʰə/                        | ਗ     | ਗੱਗਾ /gəgːɑ/   | /ɡə/                    | ਘ     | ਘੱਗਾ /kə̀gːɑ/   | /kə̀/             | ਙ     | ਙੰਙਾਂ /ŋəŋːɑ̃/ | /ŋə/             |
| ਚ     | ਚੱਚਾ /t͡ʃət͡ʃːɑ/ | /t͡ʃə/                   | ਛ     | ਛੱਛਾ /t͡ʃʰət͡ʃʰːɑ/ | /t͡ʃʰə/                       | ਜ     | ਜੱਜਾ /d͡ʒəd͡ʒːɑ/ | /d͡ʒə/                   | ਝ     | ਝੱਜਾ /t͡ʃə̀d͡ʒːɑ/ | /t͡ʃə̀/            | ਞ     | ਞੰਞਾਂ /ɲəɲːɑ̃/ | /ɲə/             |
| ਟ     | ਟੈਂਕਾ /ʈɛŋkɑ/   | /ʈə/                    | ਠ     | ਠੱਠਾ /ʈʰəʈʰːɑ/   | /ʈʰə/                        | ਡ     | ਡੈਂਗਾ /ɖɛŋɡaː/  | /ɖə/                    | ਢ     | ਢੱਡਾ /ʈə̀ɖːɑ/   | /ʈə̀/             | ਣ     | ਣਾਣਾ /ɳɑɳɑ/  | /ɳə/             |
| ਤ     | ਤੱਤਾ /t̪ət̪ːɑ/   | /t̪ə/                    | ਥ     | ਥੱਥਾ /t̪ʰət̪ʰːɑ/   | /t̪ʰə/                        | ਦ     | ਦੱਦਾ /d̪əd̪ːɑ/   | /d̪ə/                    | ਧ     | ਧੱਦਾ /t̪ə̀d̪ːɑ/   | /t̪ə̀/             | ਨ     | ਨੰਨਾ /nənːɑ/ | /nə/             |
| ਪ     | ਪੱਪਾ /pəpːɑ/   | /pə/                    | ਫ     | ਫੱਫਾ /pʰəpʰːɑ/   | /pʰə/                        | ਬ     | ਬੱਬਾ /bəbːɑ/   | /bə/                    | ਭ     | ਭੱਬਾ /pə̀bːɑ/   | /pə̀/             | ਮ     | ਮੰਮਾ /məmːɑ/ | /mə/             |
| ਯ     | ਯੱਯਾ /jəjːɑ/   | /jə/                    | ਰ     | ਰਾਰਾ /ɾɑɾɑ/      | /ɾə/                         | ਲ     | ਲੱਲਾ /ləlːɑ/   | /lə/                    | ਵ     | ਵੱਵਾ /ʋəʋːɑ/   | /ʋə/             | ੜ     | ੜਾੜਾ /ɽɑɽɑ/  | /ɽə/             |

В письмі ґурмукхі для передачі сполучень приголосних з приголосними [ɦ], [ʋ], [ɾ], [j], [g], [t͡ʃ], [ʈ], [ʈʰ], [t], [tʰ], [d], [n] використовуються лігатури.
Таблиця лігатур:
|   | ਹ  | ਗ  | ਚ  | ਟ  | ਠ  | ਤ  | ਥ  | ਦ  | ਨ  | ਯ  | ਰ  | ਵ  |
| - | -- | -- | -- | -- | -- | -- | -- | -- | -- | -- | -- | -- |
| ਸ | ਸ੍ਹ | ਸ੍ਗ | ਸ੍ਚ | ਸ੍ਟ | ਸ੍ਠ | ਸ੍ਤ | ਸ੍ਥ | ਸ੍ਦ | ਸ੍ਨ | ਸ੍ਯ | ਸ੍ਰ | ਸ੍ਵ |
| ਹ | ਹ੍ਹ | ਹ੍ਗ | ਹ੍ਚ | ਹ੍ਟ | ਹ੍ਠ | ਹ੍ਤ | ਹ੍ਥ | ਹ੍ਦ | ਹ੍ਨ | ਹ੍ਯ | ਹ੍ਰ | ਹ੍ਵ |
| ਕ | ਕ੍ਹ | ਕ੍ਗ | ਕ੍ਚ | ਕ੍ਟ | ਕ੍ਠ | ਕ੍ਤ | ਕ੍ਥ | ਕ੍ਦ | ਕ੍ਨ | ਕ੍ਯ | ਕ੍ਰ | ਕ੍ਵ |
| ਖ | ਖ੍ਹ | ਖ੍ਗ | ਖ੍ਚ | ਖ੍ਟ | ਖ੍ਠ | ਖ੍ਤ | ਖ੍ਥ | ਖ੍ਦ | ਖ੍ਨ | ਖ੍ਯ | ਖ੍ਰ | ਖ੍ਵ |
| ਗ | ਗ੍ਹ | ਗ੍ਗ | ਗ੍ਚ | ਗ੍ਟ | ਗ੍ਠ | ਗ੍ਤ | ਗ੍ਥ | ਗ੍ਦ | ਗ੍ਨ | ਗ੍ਯ | ਗ੍ਰ | ਗ੍ਵ |
| ਘ | ਘ੍ਹ | ਘ੍ਗ | ਘ੍ਚ | ਘ੍ਟ | ਘ੍ਠ | ਘ੍ਤ | ਘ੍ਥ | ਘ੍ਦ | ਘ੍ਨ | ਘ੍ਯ | ਘ੍ਰ | ਘ੍ਵ |
| ਙ | ਙ੍ਹ | ਙ੍ਗ | ਙ੍ਚ | ਙ੍ਟ | ਙ੍ਠ | ਙ੍ਤ | ਙ੍ਥ | ਙ੍ਦ | ਙ੍ਨ | ਙ੍ਯ | ਙ੍ਰ | ਙ੍ਵ |
| ਚ | ਚ੍ਹ | ਚ੍ਗ | ਚ੍ਚ | ਚ੍ਟ | ਚ੍ਠ | ਚ੍ਤ | ਚ੍ਥ | ਚ੍ਦ | ਚ੍ਨ | ਚ੍ਯ | ਚ੍ਰ | ਚ੍ਵ |
| ਛ | ਛ੍ਹ | ਛ੍ਗ | ਛ੍ਚ | ਛ੍ਟ | ਛ੍ਠ | ਛ੍ਤ | ਛ੍ਥ | ਛ੍ਦ | ਛ੍ਨ | ਛ੍ਯ | ਛ੍ਰ | ਛ੍ਵ |
| ਜ | ਜ੍ਹ | ਜ੍ਗ | ਜ੍ਚ | ਜ੍ਟ | ਜ੍ਠ | ਜ੍ਤ | ਜ੍ਥ | ਜ੍ਦ | ਜ੍ਨ | ਜ੍ਯ | ਜ੍ਰ | ਜ੍ਵ |
| ਝ | ਝ੍ਹ | ਝ੍ਗ | ਝ੍ਚ | ਝ੍ਟ | ਝ੍ਠ | ਝ੍ਤ | ਝ੍ਥ | ਝ੍ਦ | ਝ੍ਨ | ਝ੍ਯ | ਝ੍ਰ | ਝ੍ਵ |
| ਞ | ਞ੍ਹ | ਞ੍ਗ | ਞ੍ਚ | ਞ੍ਟ | ਞ੍ਠ | ਞ੍ਤ | ਞ੍ਥ | ਞ੍ਦ | ਞ੍ਨ | ਞ੍ਯ | ਞ੍ਰ | ਞ੍ਵ |
| ਟ | ਟ੍ਹ | ਟ੍ਗ | ਟ੍ਚ | ਟ੍ਟ | ਟ੍ਠ | ਟ੍ਤ | ਟ੍ਥ | ਟ੍ਦ | ਟ੍ਨ | ਟ੍ਯ | ਟ੍ਰ | ਟ੍ਵ |
| ਠ | ਠ੍ਹ | ਠ੍ਗ | ਠ੍ਚ | ਠ੍ਟ | ਠ੍ਠ | ਠ੍ਤ | ਠ੍ਥ | ਠ੍ਦ | ਠ੍ਨ | ਠ੍ਯ | ਠ੍ਰ | ਠ੍ਵ |
| ਡ | ਡ੍ਹ | ਡ੍ਗ | ਡ੍ਚ | ਡ੍ਟ | ਡ੍ਠ | ਡ੍ਤ | ਡ੍ਥ | ਡ੍ਦ | ਡ੍ਨ | ਡ੍ਯ | ਡ੍ਰ | ਡ੍ਵ |
| ਢ | ਢ੍ਹ | ਢ੍ਗ | ਢ੍ਚ | ਢ੍ਟ | ਢ੍ਠ | ਢ੍ਤ | ਢ੍ਥ | ਢ੍ਦ | ਢ੍ਨ | ਢ੍ਯ | ਢ੍ਰ | ਢ੍ਵ |
| ਣ | ਣ੍ਹ | ਣ੍ਗ | ਣ੍ਚ | ਣ੍ਟ | ਣ੍ਠ | ਣ੍ਤ | ਣ੍ਥ | ਣ੍ਦ | ਣ੍ਨ | ਣ੍ਯ | ਣ੍ਰ | ਣ੍ਵ |
| ਤ | ਤ੍ਹ | ਤ੍ਗ | ਤ੍ਚ | ਤ੍ਟ | ਤ੍ਠ | ਤ੍ਤ | ਤ੍ਥ | ਤ੍ਦ | ਤ੍ਨ | ਤ੍ਯ | ਤ੍ਰ | ਤ੍ਵ |
| ਥ | ਥ੍ਹ | ਥ੍ਗ | ਥ੍ਚ | ਥ੍ਟ | ਥ੍ਠ | ਥ੍ਤ | ਥ੍ਥ | ਥ੍ਦ | ਥ੍ਨ | ਥ੍ਯ | ਥ੍ਰ | ਥ੍ਵ |
| ਦ | ਦ੍ਹ | ਦ੍ਗ | ਦ੍ਚ | ਦ੍ਟ | ਦ੍ਠ | ਦ੍ਤ | ਦ੍ਥ | ਦ੍ਦ | ਦ੍ਨ | ਦ੍ਯ | ਦ੍ਰ | ਦ੍ਵ |
| ਧ | ਧ੍ਹ | ਧ੍ਗ | ਧ੍ਚ | ਧ੍ਟ | ਧ੍ਠ | ਧ੍ਤ | ਧ੍ਥ | ਧ੍ਦ | ਧ੍ਨ | ਧ੍ਯ | ਧ੍ਰ | ਧ੍ਵ |
| ਨ | ਨ੍ਹ | ਨ੍ਗ | ਨ੍ਚ | ਨ੍ਟ | ਨ੍ਠ | ਨ੍ਤ | ਨ੍ਥ | ਨ੍ਦ | ਨ੍ਨ | ਨ੍ਯ | ਨ੍ਰ | ਨ੍ਵ |
| ਪ | ਪ੍ਹ | ਪ੍ਗ | ਪ੍ਚ | ਪ੍ਟ | ਪ੍ਠ | ਪ੍ਤ | ਪ੍ਥ | ਪ੍ਦ | ਪ੍ਨ | ਪ੍ਯ | ਪ੍ਰ | ਪ੍ਵ |
| ਫ | ਫ੍ਹ | ਫ੍ਗ | ਫ੍ਚ | ਫ੍ਟ | ਫ੍ਠ | ਫ੍ਤ | ਫ੍ਥ | ਫ੍ਦ | ਫ੍ਨ | ਫ੍ਯ | ਫ੍ਰ | ਫ੍ਵ |
| ਬ | ਬ੍ਹ | ਬ੍ਗ | ਬ੍ਚ | ਬ੍ਟ | ਬ੍ਠ | ਬ੍ਤ | ਬ੍ਥ | ਬ੍ਦ | ਬ੍ਨ | ਬ੍ਯ | ਬ੍ਰ | ਬ੍ਵ |
| ਭ | ਡ੍ਹ | ਡ੍ਗ | ਡ੍ਚ | ਡ੍ਟ | ਡ੍ਠ | ਡ੍ਤ | ਡ੍ਥ | ਡ੍ਦ | ਡ੍ਨ | ਡ੍ਯ | ਡ੍ਰ | ਡ੍ਵ |
| ਮ | ਮ੍ਹ | ਮ੍ਗ | ਮ੍ਚ | ਮ੍ਟ | ਮ੍ਠ | ਮ੍ਤ | ਮ੍ਥ | ਮ੍ਦ | ਮ੍ਨ | ਮ੍ਯ | ਮ੍ਰ | ਮ੍ਵ |
| ਯ | ਯ੍ਹ | ਯ੍ਗ | ਯ੍ਚ | ਯ੍ਟ | ਯ੍ਠ | ਯ੍ਤ | ਯ੍ਥ | ਯ੍ਦ | ਯ੍ਨ | ਯ੍ਯ | ਯ੍ਰ | ਯ੍ਵ |
| ਰ | ਰ੍ਹ | ਰ੍ਗ | ਰ੍ਚ | ਰ੍ਟ | ਰ੍ਠ | ਰ੍ਤ | ਰ੍ਥ | ਰ੍ਦ | ਰ੍ਨ | ਰ੍ਯ | ਰ੍ਰ | ਰ੍ਵ |
| ਲ | ਲ੍ਹ | ਲ੍ਗ | ਲ੍ਚ | ਲ੍ਟ | ਲ੍ਠ | ਲ੍ਤ | ਲ੍ਥ | ਲ੍ਦ | ਲ੍ਨ | ਲ੍ਯ | ਲ੍ਰ | ਲ੍ਵ |
| ਵ | ਵ੍ਹ | ਵ੍ਗ | ਵ੍ਚ | ਵ੍ਟ | ਵ੍ਠ | ਵ੍ਤ | ਵ੍ਥ | ਵ੍ਦ | ਵ੍ਨ | ਵ੍ਯ | ਵ੍ਰ | ਵ੍ਵ |
| ੜ | ੜ੍ਹ | ੜ੍ਗ | ੜ੍ਚ | ੜ੍ਟ | ੜ੍ਠ | ੜ੍ਤ | ੜ੍ਥ | ੜ੍ਦ | ੜ੍ਨ | ੜ੍ਯ | ੜ੍ਰ | ੜ੍ਵ |
| ਸ਼ | ਸ਼੍ਹ | ਸ਼੍ਗ | ਸ਼੍ਚ | ਸ਼੍ਟ | ਸ਼੍ਠ | ਸ਼੍ਤ | ਸ਼੍ਥ | ਸ਼੍ਦ | ਸ਼੍ਨ | ਸ਼੍ਯ | ਸ਼੍ਰ | ਸ਼੍ਵ |
| ਖ਼ | ਖ਼੍ਹ | ਖ਼੍ਗ | ਖ਼੍ਚ | ਖ਼੍ਟ | ਖ਼੍ਠ | ਖ਼੍ਤ | ਖ਼੍ਥ | ਖ਼੍ਦ | ਖ਼੍ਨ | ਖ਼੍ਯ | ਖ਼੍ਰ | ਖ਼੍ਵ |
| ਗ਼ | ਗ਼੍ਹ | ਗ਼੍ਗ | ਗ਼੍ਚ | ਗ਼੍ਟ | ਗ਼੍ਠ | ਗ਼੍ਤ | ਗ਼੍ਥ | ਗ਼੍ਦ | ਗ਼੍ਨ | ਗ਼੍ਯ | ਗ਼੍ਰ | ਗ਼੍ਵ |
| ਜ਼ | ਜ਼੍ਹ | ਜ਼੍ਗ | ਜ਼੍ਚ | ਜ਼੍ਟ | ਜ਼੍ਠ | ਜ਼੍ਤ | ਜ਼੍ਥ | ਜ਼੍ਦ | ਜ਼੍ਨ | ਜ਼੍ਯ | ਜ਼੍ਰ | ਜ਼੍ਵ |
| ਫ਼ | ਫ਼੍ਹ | ਫ਼੍ਗ | ਫ਼੍ਚ | ਫ਼੍ਟ | ਫ਼੍ਠ | ਫ਼੍ਤ | ਫ਼੍ਥ | ਫ਼੍ਦ | ਫ਼੍ਨ | ਫ਼੍ਯ | ਫ਼੍ਰ | ਫ਼੍ਵ |
| ਲ਼ | ਲ਼੍ਹ | ਲ਼੍ਗ | ਲ਼੍ਚ | ਲ਼੍ਟ | ਲ਼੍ਠ | ਲ਼੍ਤ | ਲ਼੍ਥ | ਲ਼੍ਦ | ਲ਼੍ਨ | ਲ਼੍ਯ | ਲ਼੍ਰ | ਲ਼੍ਵ |

### Додаткові знаки для приголосних
Ці знаки використовуються для передачі звуків запозичених слів з перської мови, а також для передачі власне панджабських звуків ([ɭ]).
| Назва | Назва                              | Транскрипція МФА |
| ----- | ---------------------------------- | ---------------- |
| ਸ਼     | ਸ਼ੱਸ਼ਾ /ʃəʃːɑ/ або /səsːɑ pɛɾ bɪnd̪i/   | /ʃə/             |
| ਖ਼     | ਖ਼ੱਖ਼ਾ /xəxːɑ/ або /kʰəkʰːɑ pɛɾ bɪnd̪i/ | /xə/             |
| ਗ਼     | ਗ਼ੱਗ਼ਾ /ɣəɣːɑ/ або /gəgːɑ pɛɾ bɪnd̪i/   | /ɣə/             |
| ਜ਼     | ਜ਼ੱਜ਼ਾ /zəzːɑ/ або /d͡ʒəd͡ʒːɑ pɛɾ bɪnd̪i/ | /zə/             |
| ਫ਼     | ਫ਼ੱਫ਼ਾ /fəfːɑ/ або /pʰəpʰːɑ pɛɾ bɪnd̪i/ | /fə/             |
| ਲ਼     | ਲ਼ੱਲ਼ਾ /ɭəɭːɑ/ або /ləlːɑ pɛɾ bɪnd̪i/   | /ɭə/             |

### Передача тону на письмі[2]
Панджабі — тональна мова. Має три тони: високий (позначається акутом [á]), низький (позначається гравісом [à]) і середній (не позначається [а]). Мова панджабі втратила дзвінкі придихові приголосні, і знаки, які позначали ці приголосні (ਘ, ਝ, ਢ, ਧ, ਭ), тепер використовуються для передачі тонів. Коли знаки ਘ, ਝ, ਢ, ਧ, ਭ стоять на початку слова, вони передають склади з глухими непридиховими проривними приголосними і голосними низького тону: ਘੋੜਾ [kòɽɑ]. Коли знаки ਘ, ਝ, ਢ, ਧ, ਭ знаходяться в кінці слова, вони передають дзвінкі непридихові проривні приголосні, і також вказують, що попередній голосний повинен бути високого тону: ਮਾਘ [mɑ́g]. Коли знаки ਘ, ਝ, ਢ, ਧ, ਭ знаходяться в середині слова після коротких голосних [ə], [ɪ], [ʊ] і перед довгими голосними [ɑ], [і], [u], [æ], [ɔ], [e], [о], то ці знаки передають склади з дзвінкими непридиховими проривними приголосними та з голосними низького тону: ਪਘਾਰਨਾ [pəgɑ̀rnɑ], ਮਘਾਣਾ [məgɑ̀ɳɑ]. Приголосний знак ਹ [ɦə], коли стоїть на початку слова, передає приголосний [ɦ]: ਹਰੀ [ɦəɾі]. Коли ж знак ਹ [ɦə] знаходиться не на початку слова, то він не передає ніякого приголосного, а позначає високий тон попереднього голосного: ਤੀਹ [tí]. Голосні і та u (їм відповідають незалежні знаки ਇ, ਉ та залежні знаки ਿ, ੁ відповідно) мають зазвичай звукове значення [ɪ] та [ʊ] відповідно; але сполучення ih та uh передають голосні високого тону [é], [ó]: ਕਿਹੜਾ [kéɽɑ], ਕੁਹੜਾ [kóɽɑ]. Поєднання а + h + і/u передає голосні високого тону [ǽ]/[ɔ́] відповідно: ਕਹਿਣਾ [kǽɳɑ], ਵਹੁਟੀ [wɔ́ʈi].

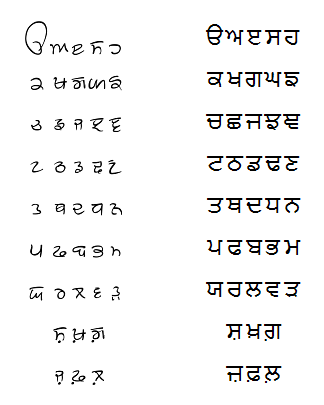
Скорописні знаки письма ґурмукхі.

### Інші знаки
| Залежний знак | Назва      |
| ------------- | ---------- |
| ਁ              | адак бінді |
| ਂ              | бінді      |
| ਃ              | вісарґа    |
| ਼              | нукта      |
| ੍              | вірама     |
| ੑ              | удаат      |
| ੰ              | тіппі      |
| ੱ              | аддак      |
| ੵ              | якаш       |

Тіппі та бінді — залежні знаки, позначаючі назалізацію. Тіппі використовується з голосними [ə], [ɪ], [ʊ], [u]: ਮੂੰਡਾ [muɳɖɑ]. Бінді використовується з усіма іншими голосними: ਸ਼ਾਂਤ [ʃɑ̃t].
Вісарґа — залежний знак, позначаючий придих після голосного. Використовується дуже рідко.
Нукта — залежний знак для позначення нових приголосних. Використовується рідко (наприклад, в словниках).
Удаат — залежний знак, який позначає високий тон голосного.
Аддак — залежний знак. Позначає подвоєння приголосного; записується перед приголосним, який потрібно подвоїти: ਪੱਕੀ [pəkki]. Сполучення глухих проривних непридихового та придихового приголосних передається на письмі знаком аддак, який ставиться перед знаком для придихового глухого проривного приголосного: ਪੱਖੀ [pəkkʰі]. Подвоєні приголосні [mm] і [nn] позначаються знаком тіппі: ਲੰਮੀ [ləmmi].
Якаш — залежний знак, позначає звук, середній між приголосним [j] та голосним [і].

### Цифри
Письмо ґурмукхі має свій набір знаків для позиційної десяткової системи числення. Ці знаки можна використовувати так само, як і звичайні індо-арабські цифри. За допомогою цифр ґурмукхі можна записати число будь-якої величини, оскільки ця система позиційна.
| ੦       | ੧     | ੨     | ੩      | ੪      | ੫      | ੬      | ੭      | ੮      | ੯    |
| 0       | 1     | 2     | 3      | 4      | 5      | 6      | 7      | 8      | 9    |
| ਸਿਫ਼ਰ     | ਇੱਕ    | ਦੋ     | ਤਿੰਨ     | ਚਾਰ     | ਪੰਜ     | ਛੇ      | ਸੱਤ     | ਅੱਠ     | ਨੌ    |
| [sɪfəɾ] | [ɪkː] | [d̪oː] | [t̪ɪnː] | [ʧɑːɾ] | [pənʤ] | [ʧʰeː] | [sət̪ː] | [əʈʰː] | [nɔ] |

## Зразки письма

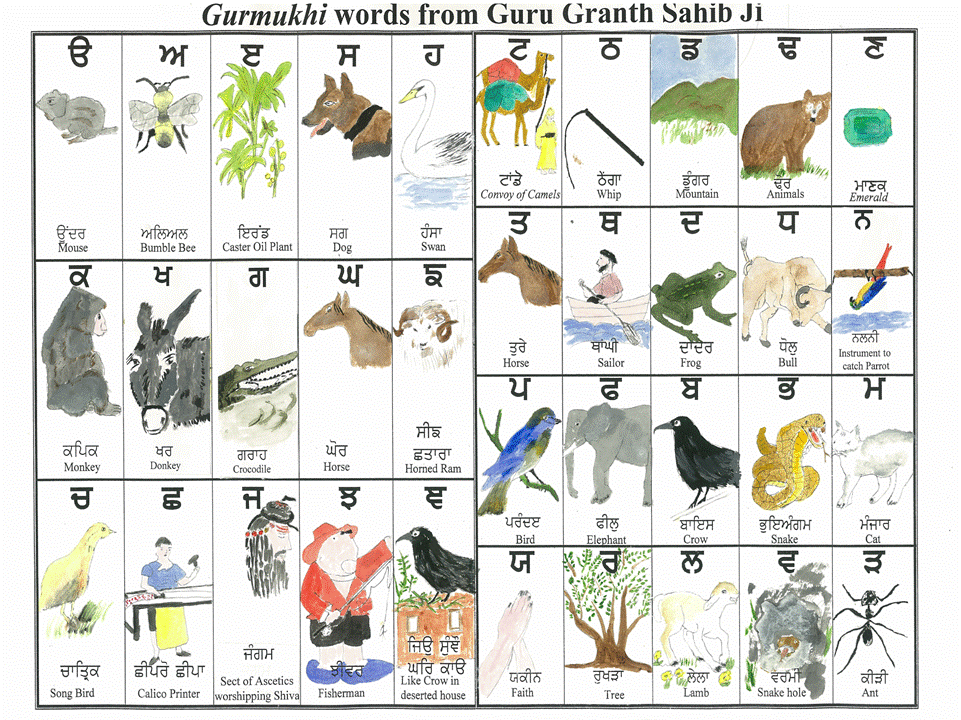
Плакат з назвами тварин, які зустрічаються в книзі Ґуру Ґрантх Сахіб.
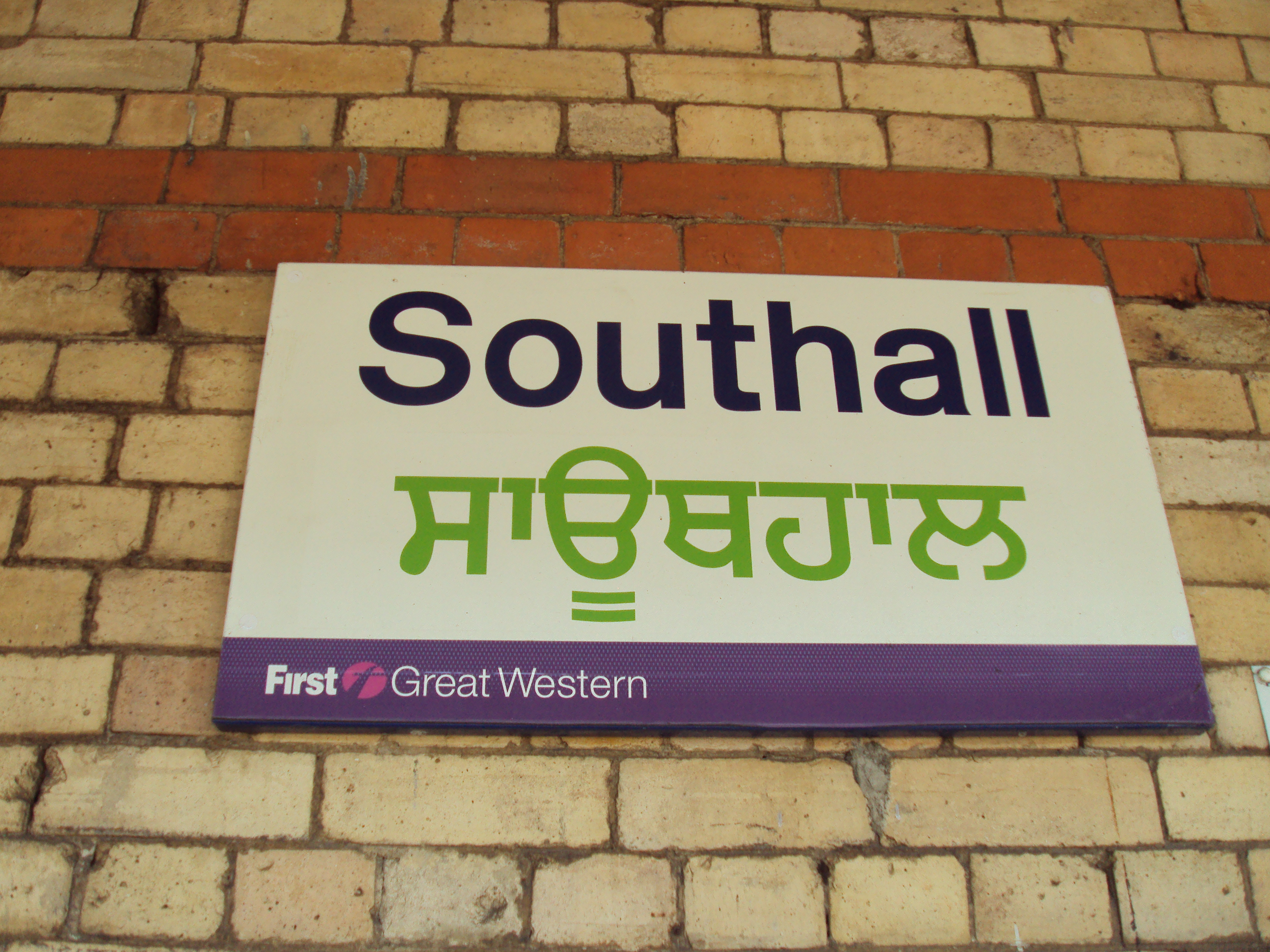
Двомовна табличка (англійська та панджабі) на залізничній станції в Лондоні.
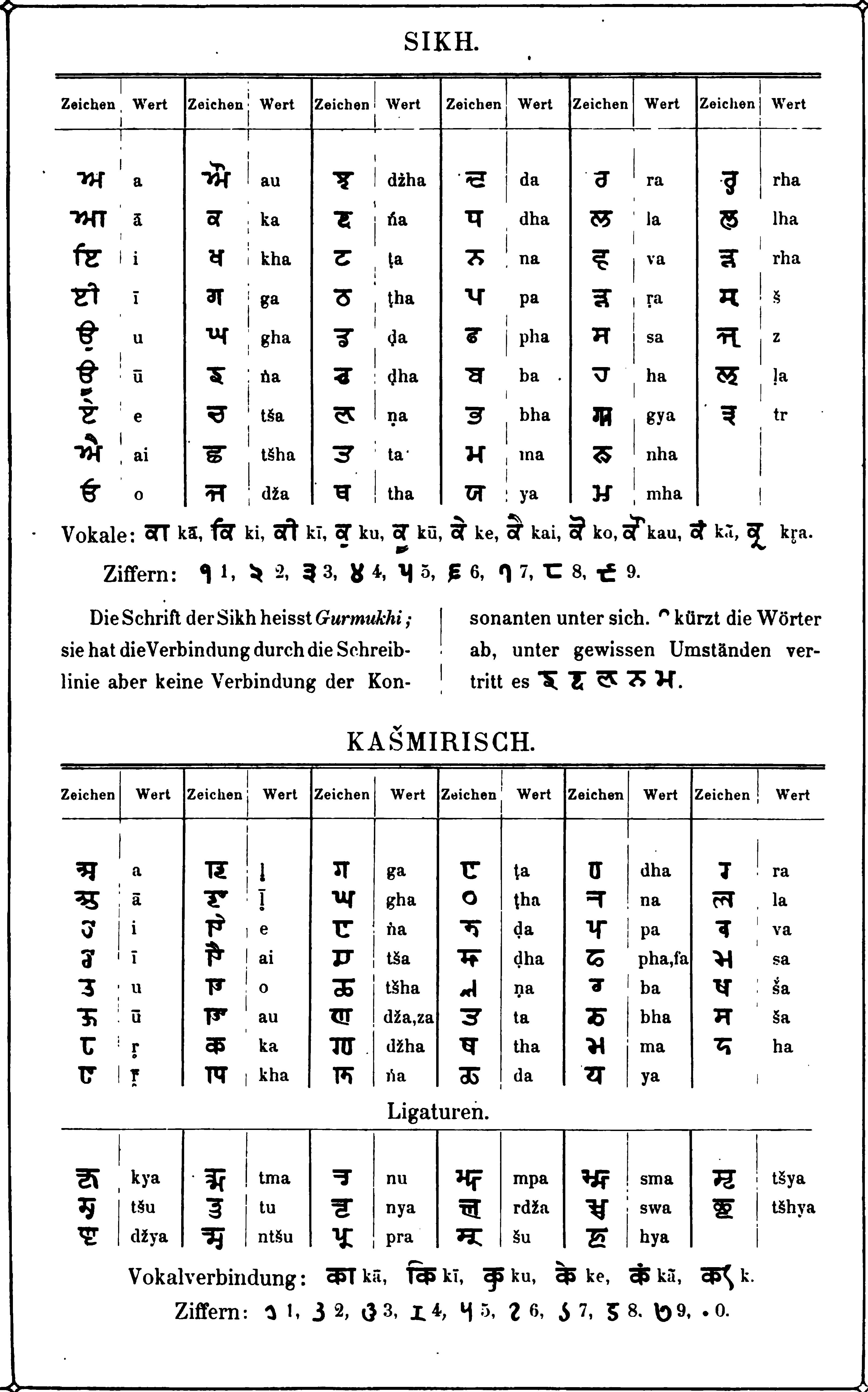
Письмо ґурмукхі та письмо шарада.
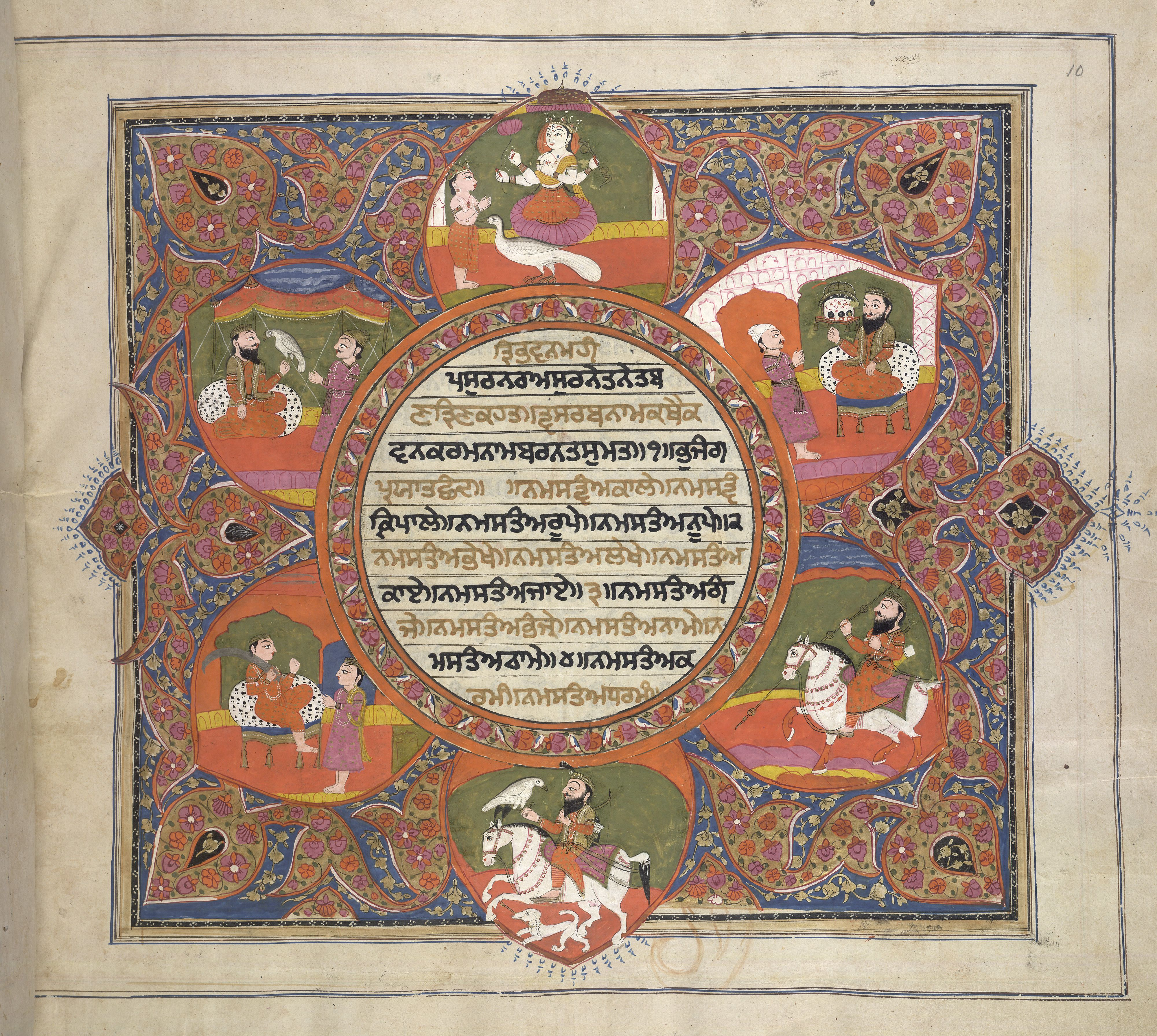
Обкладинка рукопису Дасам Ґрантх (сікхський релігійний текст). 1825 — 1850 роки.
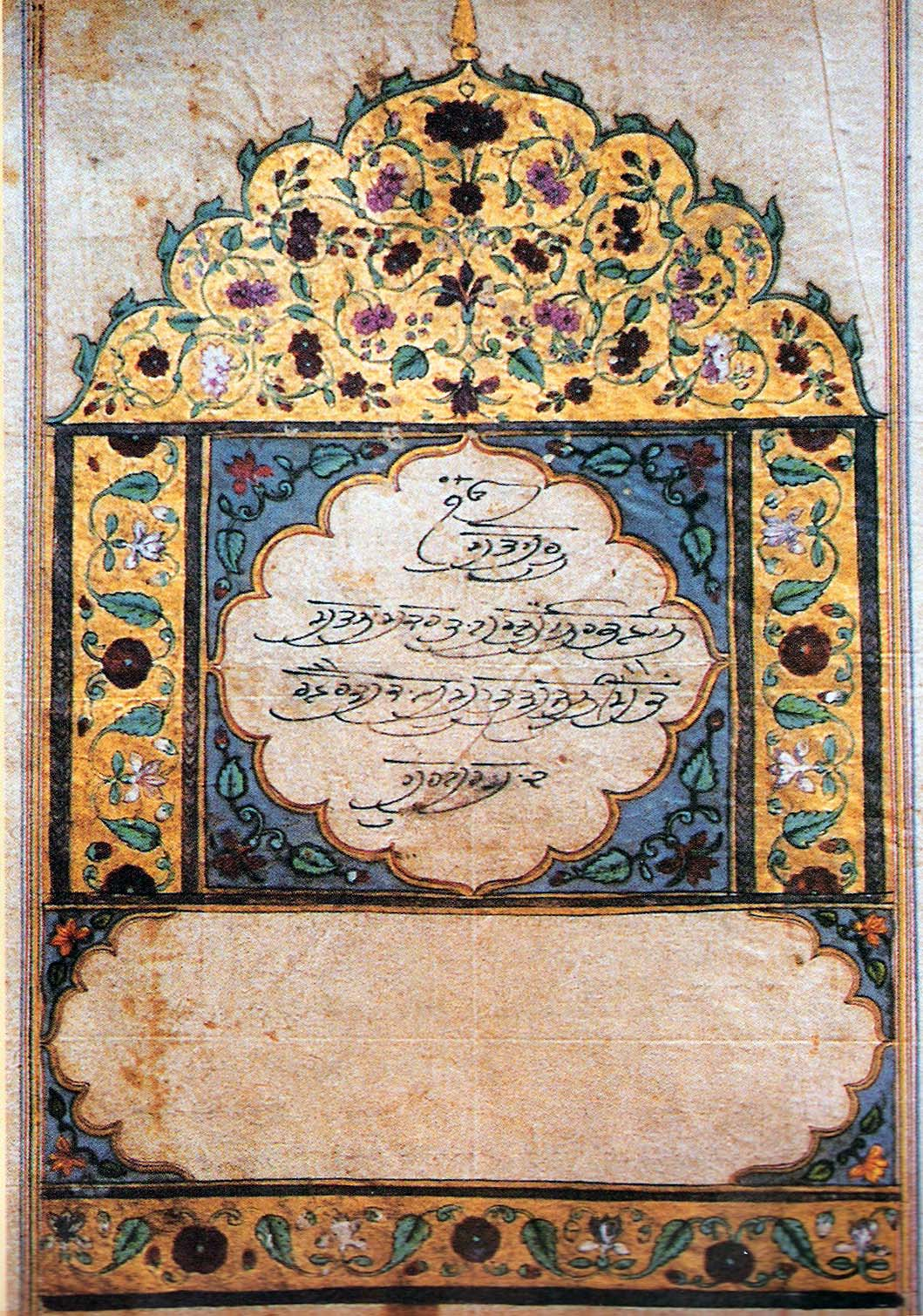
Обкладинка книги Ґуру Ґрантх Сахіб. Кінець 17 — початок 18 століття.
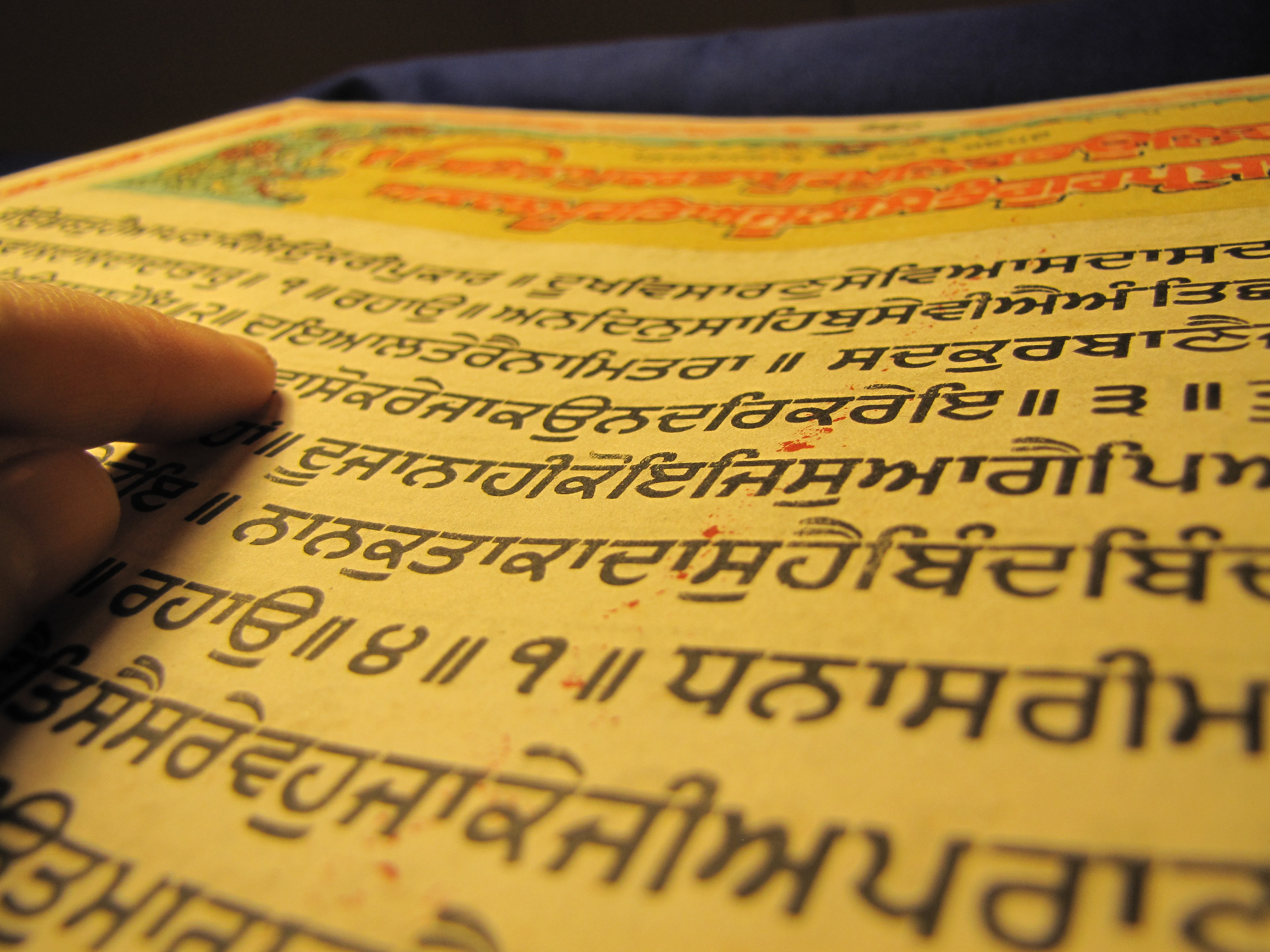
Сторінка книги Ґуру Ґрантх Сахіб.
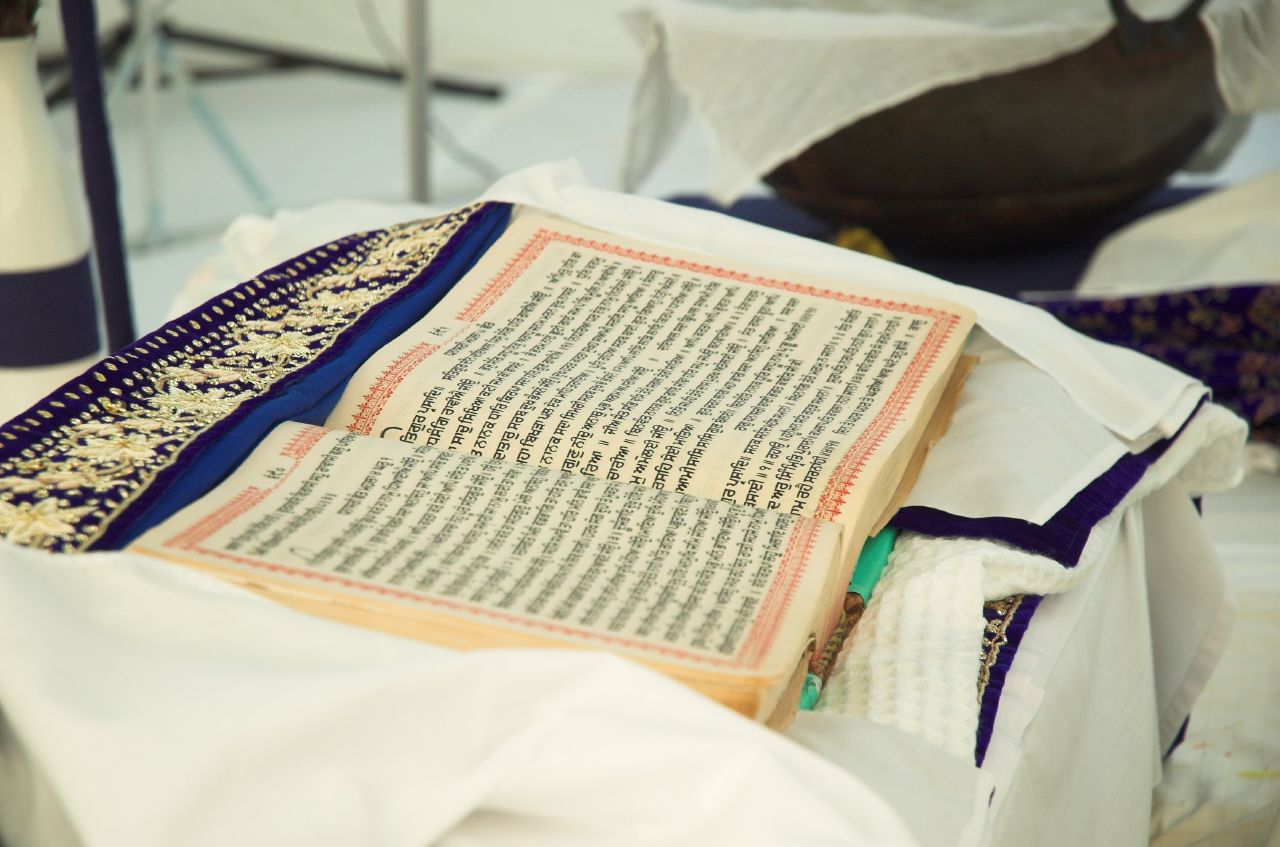
Ґуру Ґрантх Сахіб.